# Montezuma al II-lea
Montezuma al II-lea (circa 1466 – 29 iunie 1520), cunoscut și ca Motecuhzoma Xocoyotzin, doar Moctezuma sau Moctezuma al II-lea, a fost ultimul conducător independent al Imperiului aztec, ultimul Hueyi Tlatoani, lider al Triplei Alianțe între 1502 - 1520. A condus în perioada imediat premergătoare cuceririi spaniole a Mexicului de astăzi, un imperiu format dintr-o triplă alință a trei puternice orașe-stat (Tenochtitlan, Texcoco și Tlacopan) guvernând un imperiu de orașe-state și state vasale, care erau localizate în centrul Mexicului.
Portretizarea lui Montezuma, în istoria scrisă care există astăzi la dispoziție, a fost adesea accentuată prin perspectiva rolului pe care l-a avut în faza distrugerii imperiului pe care l-a condus de către conchistadori, fiind descris părtinitor și defavorizant în diferite surse (mai ales ale Conchistei spaniole) ca slab și indecis. Dacă judecarea sa imparțială din timpul cuceririi Mexicului este destul de dificil de făcut, este demn de remarcat, mai ales în cazul istoricilor moderni, prezentarea pozitivă a ultimului Hueyi Tlatoani în anii premergători venirii spaniolilor pe pământul populațiilor Mexica (1519), în care multiplele realizării arhitectonice, științifice, tehnologice, administrative, organizatorice și spirituale sunt fapte care conduc la concluzia implicită că Moctezuma a fost un conducător puternic, înzestrat și harnic.